# Boophone disticha
Boophone disticha, selten Fächerlilie oder Fächerzwiebel genannt, ist eine Pflanzenart in der Familie der Amaryllisgewächse (Amaryllidaceae).

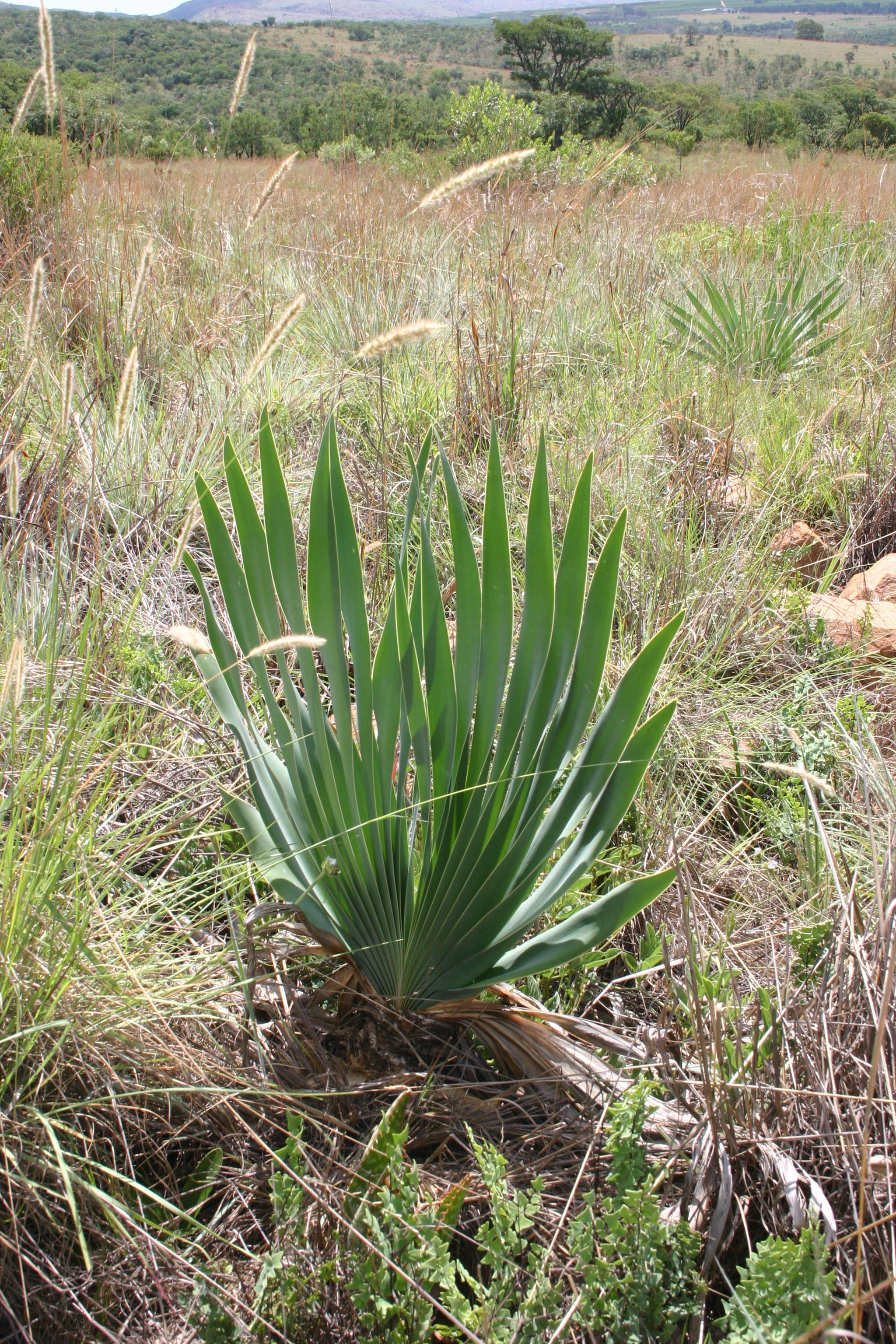
Boophone disticha

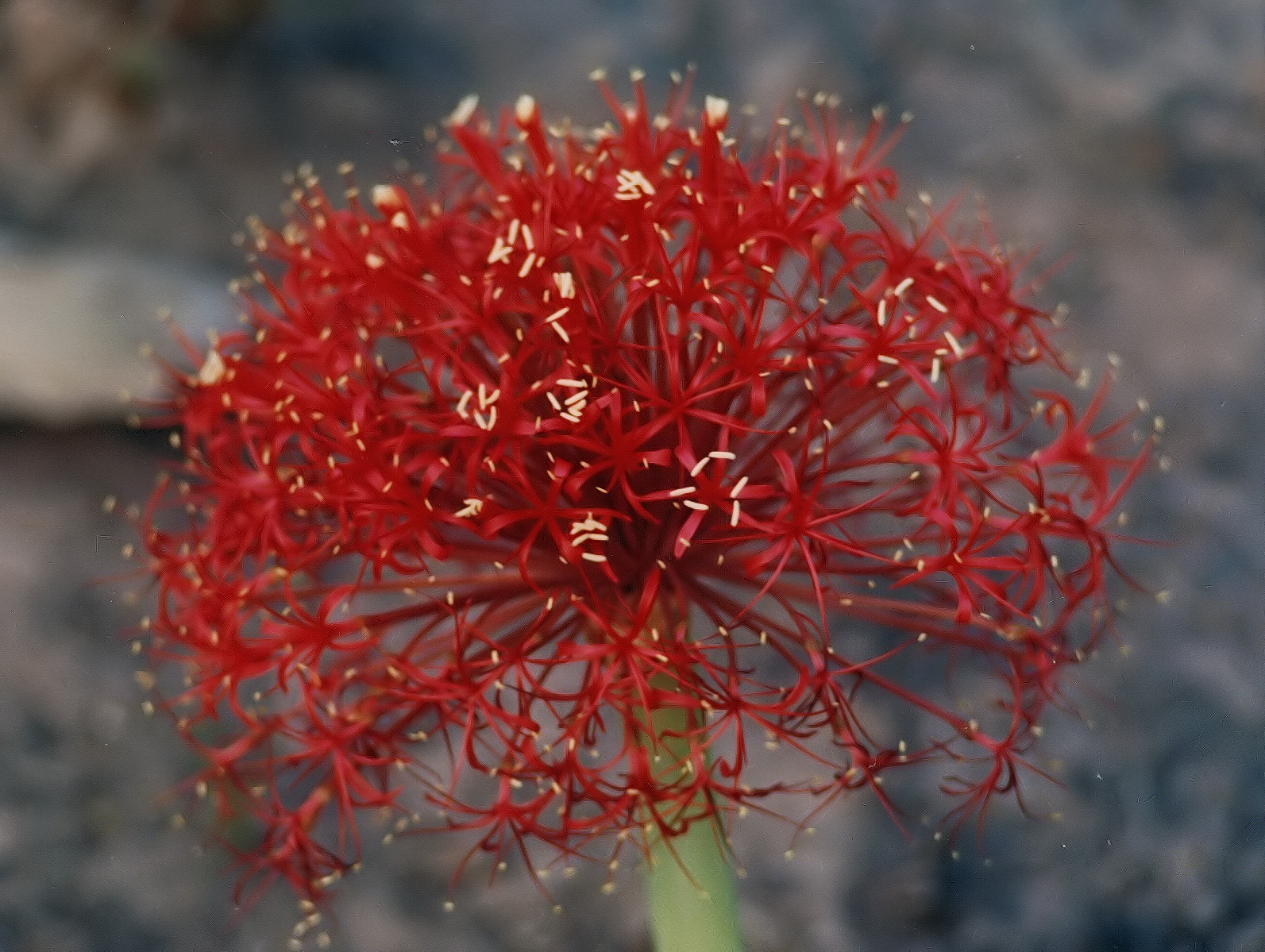
Blütenstand

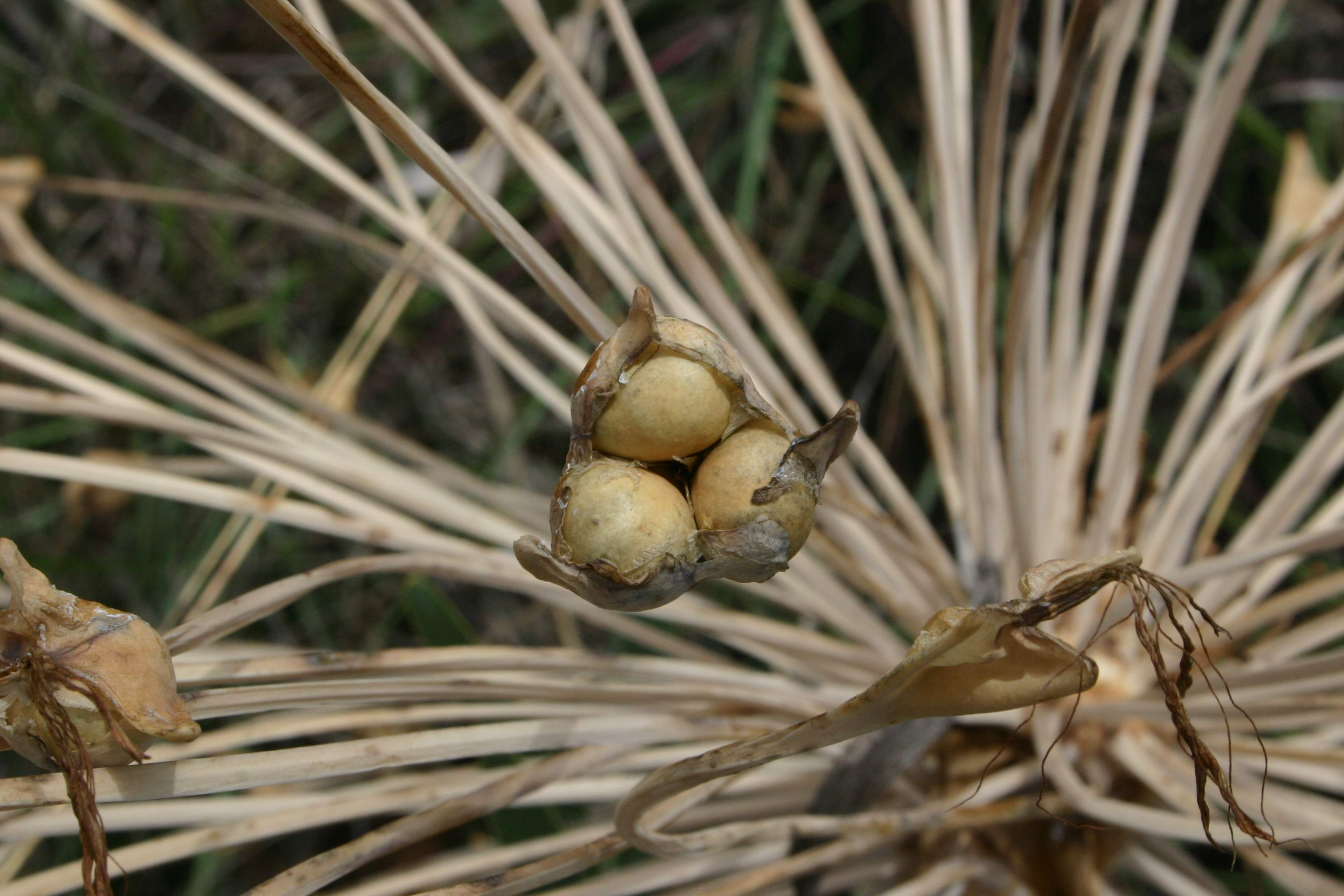
Kapselfrüchte

## Merkmale
Boophone disticha wachsen als ausdauernde, laubabwerfende krautige Pflanzen. Dieses Knollengewächs, ein Geophyt bildet eine, mit einem Durchmesser von 15 bis 22 cm oder mehr, relativ große und über 1 kg schwere, eiförmige Zwiebel als Überdauerungsorgan, von denen mehr oder weniger große Anteile oberirdisch sind. Die große, sehr giftige Zwiebel ist von einer sehr vielschichtigen Schale, mit hunderten von papierigen Tunicen, eingehüllt.
Die 12–24 grundständig, zweizeilig; reitend und aufrecht, auffällig fächerförmig in zwei gegenüberliegenden Reihen angeordneten, teils gewellten und verdrehten, linealen und rundspitzig bis abgerundeten, blaugrünen, glatten und ledrigen Laubblätter sind bis zu 50–60 cm lang und bis etwa 4–5 cm breit, sie erscheinen meistens erst nach der Anthese (hysteranthisch). Die Blätter werden einmal im Jahr gewechselt.
Die bis etwa 10 cm lang, hellgrün gestielten, duftenden Blüten stehen auf einem bis etwa 25 cm langen, dicken, glatten und hellgrünen Schaft in einem kugelförmigen doldigen Blütenstand mit bis etwa 50–100 oder mehr Blüten zusammen. Anfänglich sind zwei größere, dreieckförmige Deckblätter (Spatha genannt) am Blütenstand vorhanden, sie sind während der Anthese aufrecht bis zurückgebogen und verwelken dann bald.
Die sechs langen, schmalen, zurückgebogenen Perigonblätter mit kurzer Kronröhre sind sternförmig abstehend und weisen eine rötliche bis rosafarbene Färbung auf. Die sechs Staubblätter mit rötlich bis weißlichen Filamenten und weißlichen, medifixen, länglichen Antheren sind lang und vorstehend. Nach der Blüte verlängern sich die Blütenstiele stark bis auf 20–30 cm und versteifen sich, die Kapselfrüchte werden dann gebildet und die Blütenblätter fallen dann ab. Der Fruchtknoten ist unterständig mit einem langen, rötlichen Griffel mit kleiner, weißlicher und kopfiger Narbe.
Es werden meist dreisamige, hellbräunliche bis zu 4 cm große, dreieckige, verkehrt-kegelförmige Kapselfrüchte, denen oft noch Staubblätter und der Griffel anhaften, mit rundlichen, hellgrünlichen bis etwa 1 cm großen Samen gebildet.
Bisweilen werden die gesamten Fruchtverbände bei der Samenreife vom Wind am Schaftende abgerissen, sie rollen so durch das Grasland und verbreitet die Samen (Steppenroller). Die Buren nannten die über die Steppe jagenden Windläufer dieses Amaryllisgewächses immer „Pferdespuk“ weil vor ihnen die Pferde scheuten.

## Vorkommen
Boophone disticha ist im offenen Grasland im südlichen Afrika von Südafrika bis nördlich im südlichen Sudan verbreitet.

## Taxonomie
Die Erstbeschreibung erfolgte durch Carl von Linné dem Jüngeren 1781 unter Amaryllis disticha in Suppl. pl. S. 195. William Herbert veröffentlichte 1821 die Pflanze unter Boophane disticha in A Treatise on Amaryllideae, in An appendix: General index to the Botanical magazine, Vol. 43–48, S. 18 und dann 1825 im Curtis's bot. mag., Vol. 52, sub. tab. 2578 unter Buphane disticha und weiter unter Buphone disticha im post tab. 2606. Der erste Name Boophane disticha ist aber bindend, da nicht geklärt werden kann, warum die nachfolgenden Änderungen genau geschahen.

## Nutzung

### Wirkstoffe
Der Hauptwirkstoff in der Zwiebel von Boophone disticha ist Buphanidrin. Es wurden mindestens zehn weitere Isochinolin-Alkaloide isoliert, wobei der Gesamtalkaloidgehalt 0,3 % beträgt. Unter anderem wurden Undulatin, Buphanisin, Acetyl-Nerbowdin, Buphanitin, Buphanidrin, Crinin, Crinamidin und Distichamin isoliert.

### Verwendung
Boophone disticha ist eine der wichtigsten Giftpflanzen des südlichen Afrikas. Die extreme Giftigkeit der Pflanze hat dabei wiederholt zu Todesfällen geführt, zum einen durch Mord, zum anderen durch Selbstmord oder falsche Dosierung in der traditionellen Medizin. Boophone disticha ist einer der Hauptlieferanten für Pfeilgifte in Südafrika. Außerdem ist sie ethnobotanisch als halluzinogene Droge und traditionelles Heilmittel von Bedeutung. Hierbei wird sie hauptsächlich zur Behandlung von Wunden und zur Minderung von Entzündungen eingesetzt. Weiterhin wird es traditionell zur Behandlung von psychischen Erkrankungen eingesetzt. Die Schalen der Zwiebel wurden von den Khoi-San im Süden von Afrika zur Mumifizierung verwendet.

### Symptomatik
Eine Vergiftung äußert sich in Benommenheit, Rastlosigkeit, Sehstörungen, unsicherem Gang und visuellen Halluzinationen. Schlussendlich treten Koma und Tod ein. Bei Kaninchen kommt es nach der Aufnahme von Teilen der Zwiebel zu Rastlosigkeit und Atemnot, verbunden mit Benommenheit, Sehstörungen, Koordinationsverlust, einem trockenen Mund und einer erhöhten Herzfrequenz. In der Lunge sammeln sich außerdem Blut und Wasser und es kommt zu Blutungen der Darmschleimhäute.

### Pharmakologie
Die Pflanzeninhaltsstoffe von Boophone disticha wirken neurotoxisch und sind halluzinogen. Sie werden als sehr giftig eingestuft (Ib). Buphanidrin ist ein starkes Schmerzmittel sowie gleichzeitig ein Halluzinogen und Neurotoxin. Die tödliche Dosis für eine Maus liegt bei 10 mg/kg bei einer subkutanen Injektion. Für Kaninchen liegt der Wert bei 15 mg/kg s.c. und bei einem Meerschweinchen bei 8 mg/kg s.c. Die Wirkung beruht dabei vermutlich auf der Beeinflussung mehrerer Neurorezeptoren und Ionenkanäle durch die Alkaloide, welche zytotoxisch und psychoaktiv wirken.

### Therapie
Neben dem eventuellen Auslösen von Erbrechen durch einen Arzt sollte die Gabe von Aktivkohle und Natriumsulfat erfolgen. In der klinischen Therapie erfolgt eine Magenspülung, gegebenenfalls mit Kaliumpermanganat, sowie ebenfalls die Applikation von Aktivkohle und Natriumsulfat. Neben einer Elektrolytsubstitution erfolgt eine Azidosebehandlung mit Natriumbicarbonat. Treten Krämpfe ein, erfolgt eine Diazepamgabe sowie die Verabreichung von Atropin. Liegt eine schwere Vergiftung vor, erfolgen Intubation und Sauerstoffbehandlung.